# Amphore (Heraldik)

Amphore im Wappen

Die Amphore, auch die Amphora, ist in der Heraldik eine gemeine Figur und ihre Form ist dem realen alten Gefäß für Flüssigkeiten, unabhängig von der speziellen Art, nachempfunden.
Dargestellt wird die Wappenfigur als ein sehr schlankes hohes Gefäß mit zwei, manchmal aber nur mit einem Henkel im oberen Bereich. Letzteres ist oft ein Krug, wenn nicht die Wappenbeschreibung für eine Eindeutigkeit sorgt. Kleine gedrungene Amphoren werden als Wappenfigur nicht gern verwendet, da die Verwechslung so mit dem Krug vorgebeugt wird. 
Als Farbe sind alle heraldischen Tinkturen möglich, aber Gold und Silber herrscht neben Rot vor. Die Wappenfigur kann mit einer anderen Figur belegt oder nur verziert sein, was in der Beschreibung gemeldet (erwähnt) werden sollte. Kennzeichnend ist die kleine Aufstellfläche des Gefäßes. 